# قانون حفظ السلام

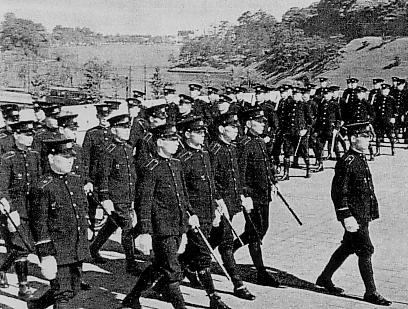
قوات خاصة تابعة لقسم شرطة العاصمة طوكيو

كانت قوانين حفظ الأمن العام سلسلة من القوانين التي سُنت في عهد إمبراطورية اليابان. وإجماليًّا، وُضعت هذه القوانين لقمع المعارضة السياسية.

## قانون حفظ السلامة لعام 1894
كان Safety Preservation Law of 1894 (保安条例 Hoan Jōrei) مرسومًا إمبراطوريًا صدر في 25 ديسمبر عام 1894، بهدف قمع حركة الحقوق الشعبية والحريات. وكان هذا القانون أحد أعنف القوانين التي تم سنها بعد عام 1875 لإخضاع المعارضة السياسية لأوليغاركية ميجي. وفرض هذا القانون قيودًا صارمة على الصحافة والخطب العامة والاجتماعات السياسية. وقد سمحت المادة الرابعة من القانون لرئيس شرطة العاصمة طوكيو، بموافقة وزير الداخلية، بإبعاد من يُشتبه في قيامهم بالتحريض على الاضطرابات أو يدبر مكائد للإخلال بالأمن العام على بعد 7.5 ميل من قصر طوكيو الإمبراطوري عن طوكيو لمدة ثلاث سنوات وفي غضون ثلاثة أيام من صدور القانون، تم اعتقال 570 شخصًا بارزًا في حركة الحقوق الشعبية والحريات (بما في ذلك محافظ طوكيو التالي أوزاكي يوكيو) وطردهم. تم إلغاء هذا القانون في عام 1898، ولكن سرعان ما حل محله قانون الشرطة والنظام العام الأكثر صرامة الذي صدر عام 1900.

## قانون النظام العام والشرطة لعام 1900
صدر Public Order and Police Law of 1900 (治安警察法 Chian Keisatsu Hō) عن إدارة رئيس الوزراء ياماغاتا أريتومو تحديدًا ضد حركات اتحاد نقابة العمال. وبالإضافة إلى القيود المفروضة على حرية التعبير والتجمعات وتكوين الجمعيات، يحظر على العمال تحديدًا تنظيم الإضرابات عن العمل أو الاستمرار فيها. وتم حذف المادة التي تحظر اشتراك النساء في المنظمات السياسية في عام 1922.
تم حذف الأحكام التي تمنع العمال من تنظيم الإضرابات والاستمرار فيها في عام 1926، على الرغم من إضافة أحكام مماثلة فورية في تعديل قانون حفظ الأمن العام لعام 1925.
ومع ذلك، وعلى غرار قانون حفظ السلامة العامة السابق الصادر عام 1894، تم استخدام قانون النظام العام والشرطة لعام 1900 في قمع المعارضة السياسية. وفي عام 1920، تمت مقاضاة الأستاذ موريتو تاتسو من جامعة طوكيو لنشره مقالاً ينتقد اللاسلطوي بيوتر كروبوتكين (حيث ناقش موريتو في المقال الأفكار اللاسلطوية). قضى موريتو ثلاثة أشهر في السجن بتهمة الخيانة. وتم اعتبار قضيته سابقة قضائية فيالقانون الياباني الذي يجرم بشكل كبير مناقشة الأفكار. وقد زادت الحكومة من تكثيف حملة القمع ضد المعارضة بعد اغتيال رئيس الوزراء هارا تاكاشي عام 1921.
تم استكمال قانون النظام العام والشرطة لعام 1900 بقانون حفظ الأمن العام الذي صدر عام 1925. وظل ساريًا حتى نهاية الحرب العالمية الثانية، عندما ألغته سلطات الاحتلال الأمريكية.

## قانون حفظ الأمن العام الصادر عام 1925
صدر Public Security Preservation Law of 1925 (治安維持法 Chian Iji Hō) في 12 مايو 1925، في ظل إدارة كاتو تكاكي، وتحديدًا ضد الاشتراكية، والشيوعية، واللاسلطوية. وكان أحد أهم القوانين في اليابان في فترة ما قبل الحرب.
كانت القوة الرئيسية وراء إصدار هذا القانون هو وزير العدل (ورئيس الوزراء التالي) هيرانوما كيتشيرو.
 أي شخص يقوم بإنشاء جمعية تعمل على تغيير الهوية الوطنية، أو نظام الملكية الخاصة، وأي شخص قد انضم لمثل هذه الجمعيات وهو على دراية كاملة بأهدافها، يعاقب بالسجن مع الأشغال الشاقة أو بدونها، لمدة لا تزيد على عشر سنوات. 
باستخدام مصطلح الهوية الوطنية الذاتي والغامض للغاية، حاول القانون المزج بين السياسة والأخلاق، وكانت النتيجة أن أي معارضة سياسية يمكن اتهامها «بتغيير الهوية الوطنية». وهكذا كان للحكومة تفويض مطلق لحظر أي شكل من أشكال المعارضة.
أدى تجدد نشاط الحزب الشيوعي الياباني السري عام 1928 إلى وقوع حادثة 15 مارس، والتي ألقت خلالها الشرطة القبض على أكثر من 1600 فرد من الشيوعيين والشيوعيين المشتبه بهم بموجب أحكام قانون حفظ السلامة العامة لعام 1925. وفي العام نفسه، مررت حكومة تاناكا غيتشي المناهضة للشيوعية بشدة تعديلاً على القانون، ورفعت الحد الأقصى للعقوبة من عشر سنوات إلى الإعدام.
تم إنشاء قطاع «الشرطة الفكرية»، المسمى توكو، داخل وزارة الداخلية، وكان له فروع في جميع أنحاء اليابان وفي أماكن خارجها مع التركيز بشكل كبير على الموضوعات اليابانية لمراقبة نشاط الاشتراكيين والشيوعيين. وتم إنشاء قطاع الطلاب أيضًا تحت إشراف وزارة التربية والتعليم لمراقبة أساتذة الجامعات والطلاب. داخل وزارة العدل، تم تعيين «نيابة عامة فكرية» (شيزو كينجي) خاصة لقمع «المجرمين فكريًا»، إما عن طريق العقاب أو من خلال «تغيير» عقيدتهم عن طريق إعادة التثقيف.
في ثلاثينيات القرن العشرين، مع زيادة السياسة العسكرية والشمولية في اليابان، قل تحمل المعارضة كثيرًا. وفي أوائل شهر فبراير عام 1941، تمت إعادة صياغة قانون حفظ الأمن لعام 1925 بالكامل. وأصبحت المواد الخاصة بالأشخاص المشتبه في تعاطفهم مع الشيوعيين أكثر صرامة، وللمرة الأولى تم وضع المنظمات الدينية ضمن اختصاص الشرطة الفكرية. وبالإضافة إلى ذلك، ألغيت محكمة الاستئناف المختصة بالجرائم الفكرية، وتم إعطاء وزارة العدل الحق في تعيين المحامين في قضايا الجرائم الفكرية. ودخلت الأحكام الجديدة حيز التنفيذ في 15 مايو 1941.
منذ عام 1925 وحتى عام 1945، ألقي القبض على أكثر من 70000 شخص وفقًا لأحكام قانون حفظ الأمن العام الصادر عام 1925، ولكن تم تقديم نحو 10% فقط إلى المحاكمة، وفُرضت عقوبة الإعدام على اثنين فقط من الجناة، وهما الجاسوس ريخارد زورغه ومرشده أوزاكي هوتسومي. تم إلغاء قانون حفظ السلامة العامة الصادر عام 1925 بعد نهاية الحرب العالمية الثانية من جانب سلطات الاحتلال الأمريكية.